# Mario Martínez
Mario Martínez (San Pedro Sula, 30 de julho de 1989), é um futebolista profissional hondurenho que atua como meia. Atualmente, joga pelo Real España. 

## Carreira
Fez parte da seleção Hondurenha que disputou as Olimpíadas de 2012, Copa Ouro da CONCACAF de 2013 e a Copa do Mundo FIFA de 2014.

## Títulos

### Real España
- Campeonato Hondurenho: 2006–07

### Anderlecht
- Belgian Pro League: 2009–10